# LVD F 901–903
Die LVD F 901–903 waren schmalspurige Dieseltriebwagen der Lettischen Eisenbahnen (Latvijas Valsts dzelzceļi). Drei Fahrzeuge wurden 1939 gebaut. Ein Triebwagen verblieb nach dem Zweiten Weltkrieg nach Polen, wo er bis 1962 eingesetzt wurde. Die beiden übrigen Triebwagen standen bei Kriegsende auf dem Bahnhof Wolkenstein. 1951 baute die Deutsche Reichsbahn einen der Triebwagen als 137 600 wieder auf. Umgangssprachlich wurde es Lindwurm oder Tatzelwurm genannt.

## Geschichte
1939/1940 entstanden in der Werkstatt der Latvijas Valsts Dzelzsceļi drei dreiteilige Triebwagen 901–903. Sie wurden für die 1938 verstaatlichte und zur Vereinheitlichung von Meterspur auf 750 mm umgespurte Bahnstrecke Liepāja–Aizpute erbaut. Für die Endteile wurden 1923 von Linke-Hofmann gebaute Reisezugwagen mit einem Endführerstand ausgerüstet. Das Mittelteil mit der Antriebsanlage war ein Neubau. Der Antrieb erfolgte mit zwei Mercedes-Benz-Dieselmotoren, die jeweils 100 PS leisteten und mit je einem Mylius-Getriebe verbunden waren. So konnte eine Höchstgeschwindigkeit von 70 km/h erreicht werden. Voraussetzung dafür war eine vorbildlich verlegte Gleislage.
Der Triebwagen 901 wurde 1950 in Polen auf der Kreisbahn Krotoschin–Pleschen aufgearbeitet und war als Mxx 189 bis 1962 im Einsatz.
Beim Rückzug der Wehrmacht 1944 gelangten die Triebwagen 902 und 903 nach Sachsen und wurden auf dem Bahnhof Wolkenstein abgestellt. Bei einem Luftangriff wurden sie stark beschädigt. Aufgrund von Fahrzeugmangel in der DDR baute das Bahnbetriebswerk Dresden-Pieschen aus den Resten des Triebwagens 903 einen dreiteiligen Gelenktriebwagen. Der Aufbau des anderen Triebwagen unterblieb.

## DR VT 137 600

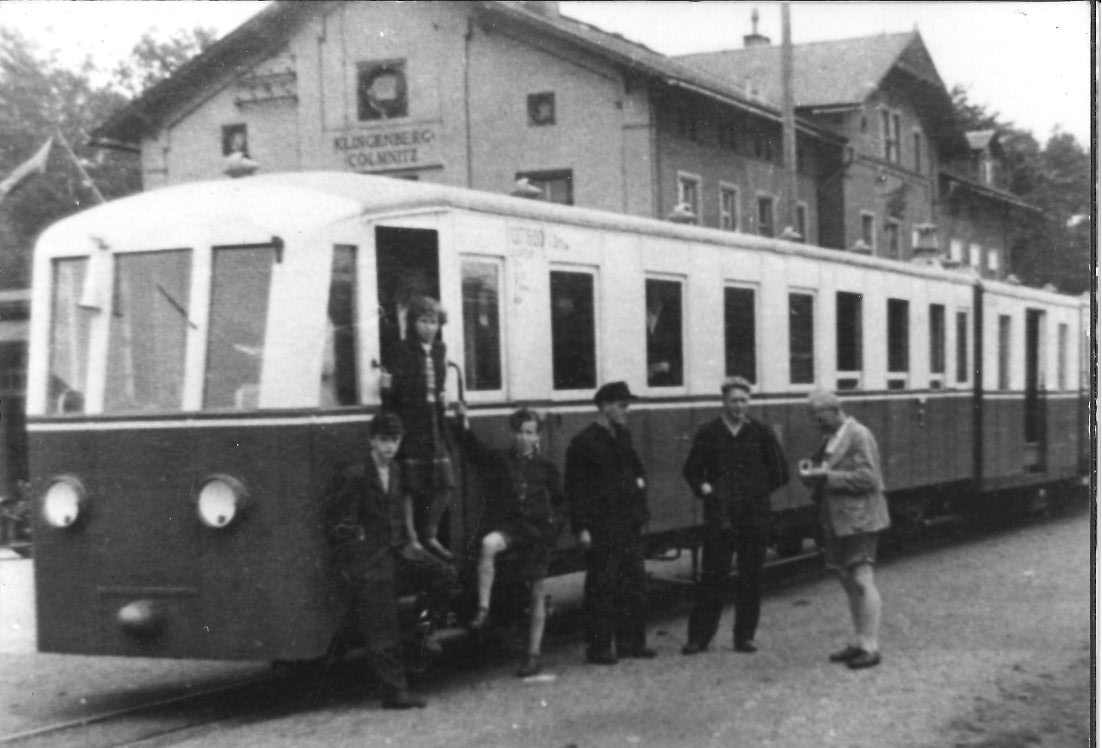
VT 137 600 nach Umbau im Bahnhof Klingenberg-Colmnitz (um 1950)

Im Jahr 1951 wurde das aufgebaute Fahrzeug auf der Schmalspurbahn Freital-Potschappel–Nossen in Betrieb genommen. Da sich das Fahrzeug in Wilsdruff nicht bewährte, wurde es 1954 in Zittau beheimatet. Da auch hier die Fahrzeugleistung für die Strecken im Zittauer Gebirge nicht ausreichte, wurde das Fahrzeug 1957 in den Norden der DDR abgegeben. Auf Rügen war es nur wenige Tage im Einsatz. 1958 erhielten die Endwagen im Raw Wittenberge zusätzlich Mitteltüren. 1962 kam der Triebwagen zum Prignitzer Netz, wo er auch nur wenige Tage eingesetzt war. 1963 wurde er an die Kleinbahnen des Kreises Jerichow I weitergegeben und 1965 ausgemustert. Der Triebwagen war vermutlich an allen Einsatzorten an den damals herrschenden schlechten Gleisverhältnissen gescheitert. Im Bw Salzwedel diente er als Lagerraum, bis 1970 ein End- und das Mittelteil verschrottet wurde. Das zweite Endteil wurde 1989 verschrottet.

## Technische Merkmale
Zwei Dieselmotoren trieben jeweils die innere Achse des dem Antriebsteil benachbarten Drehgestells an. Waren zunächst 100 PS starke Motoren im Einsatz, wurden diese später gegen 75-PS-Motoren des VEB Motorenwerk Schönebeck ausgetauscht. Der Triebwagen hatte eine einlösige Knorr-Druckluftbremse, die 1954 im Bw Zittau gegen eine mehrlösige ausgetauscht wurde. Die Führerstände hatten eine Sicherheitsfahrschaltung. Die Endteile verfügten neben dem Führerstand über zwei Abteile. Sie hatten nur eine Schiebetür hinter dem Führerstand. Im Mittelteil befanden sich Gepäck- und Zugführerabteil mit einer breiteren zweiteiligen Schiebetür. Die Antriebsanlage war von den Abteilen der Reisenden vollständig getrennt. So wurden die innen liegenden Antriebsachsen des Triebwagens optimal für die Zugkraft belastet. Es ergab sich ferner eine Möglichkeit zum Wechseln der Antriebsanlage, außerdem konnte der Motorraum für die Gepäckbeförderung mitverwendet werden. Schwierig war es, den Triebwagen nach einer Entgleisung wieder aufzugleisen. Die Niederdruck-Umluftheizung wurde 1954 gegen eine Warmwasserumlaufheizung ausgetauscht. Es gab eine Notkupplung, um das Abschleppen durch Lokomotiven zu ermöglichen. Die Farbgebung war zunächst blau an den Seitenwänden und elfenbein im Fensterbereich, später dann rot-elfenbein.